# زرزور البادية
زرزور البادية أو سُوَادِيَّة هو جنس من الزرزور يوجد معظمها في إفريقية. جميع الأنواع متشابهة وتتميز بريش الجناح المحمر الواضح أثناء الطيران. الذكور عادة ما تكون سوداء لامعة ، والإناث لها رؤوس رمادية باهتة (أحيانًا داكنة حسَب الأنواع).

## الأنواع
الجنس يحتوي على 11 نوعا. 
- زرزور أحمر الجناح ، Onychognathus morio
- زرزور ، Onychognathus tenuirostris
- زرزور كستنائي الجناح ، Onychognathus fulgidus
- زرزور وَلَر ، أونيكوجناثوس واليري
- زرزور الصومال ، Onychognathus blythii
- زرزور سقطرى ، Onychognathus frater
- زرزور ترسترام ، Onychognathus tristramii
- زرزور شاحب الجناح ، Onychognathus nabouroup
- زرزور خشن القنزعة ، Onychognathus salvadorii
- زرزور أبيض المنقار ، Onychognathus albirostris
- زرزور نُيمَن ، Onychognathus neumanni